# Slimane
Slimane Nebchi, conosciuto come Slimane (Montfermeil, 13 ottobre 1989), è un cantante francese.
Ha rappresentato la Francia all'Eurovision Song Contest 2024 con il brano Mon amour.

## Biografia
Di origini algerine, ha scoperto l'interesse per il canto durante la sua fase adolescenziale, mentre faceva parte di un coro gospel. A partire dal 2009 ha iniziato a pubblicare musica tramite YouTube e in seguito ha preso parte a Nouvelle Star, Popstars e X Factor, senza ottenere risultati particolari.
Diversi anni dopo ha partecipato a The Voice: La plus belle voix, venendo incoronato vincitore della quinta edizione del programma; tale vittoria gli ha fruttato un contratto con la divisione francese della Capitol. À bout de rêves (2016), l'album in studio di debutto, si è fermato in vetta alla graduatoria francese e quella vallone, venendo certificato doppio platino dalla SNEP e oro dalla Belgian Entertainment Association. A fine di promuoverlo l'artista è stato impegnato in una tournée nei primi mesi del 2017. Nell'ambito degli NRJ Music Award la popolarità dell'album si è trasformata in una nomination per la rivelazione francofona.
L'anno successivo è stato divulgato il secondo LP Solune, che ha riscosso un successo analogo a quello del disco precedente nelle classifiche. Con oltre 100 000 unità equivalenti vendute in suolo francese è platino, mentre in Belgio è riuscito venderne 20 000, equivalenti a un ulteriore disco di platino.
Nel 2019 ha fondato insieme a Vitaa il duo musicale Vitaa & Slimane, artista con cui ha inciso l'album doppio diamante VersuS, contenente le tracce Avant toi e Je te le donne, anch'esse diamante in Francia.
L'8 novembre 2023 è stato confermato che l'emittente radiotelevisiva francese France Télévisions l'ha selezionato internamente come rappresentante nazionale per l'Eurovision Song Contest 2024 a Malmö, in Svezia. Il suo brano eurovisivo, Mon amour, è stato presentato nel medesimo giorno sul canale televisivo France 2. Durante la gara di maggio, ha chiuso ai piedi del podio nella serata finale, classificandosi al 4º posto con 445 punti.

## Controversie
Il 29 ottobre 2024 è stato accusato di molestie sessuali da parte di un tecnico durante una tournée nel dicembre 2023.

## Discografia

### Da solista

#### Album in studio
- 2016 – À bout de rêves
- 2018 – Solune
- 2022 – Chroniques d'un Cupidon

#### EP
- 2011 – Tourne le monde

#### Raccolte
- 2024 – Essentiels

#### Singoli
- 2016 – Abîmée (con Léa Castel)
- 2018 – Nous deux
- 2021 – Belle (con Gims e Dadju)
- 2021 – Y'a rien (con Hatik)
- 2021 – Bref, j'ai besoin d'une pause
- 2022 – La recette
- 2022 – Dans le noir
- 2022 – Peurs
- 2022 – Les roses du Bois de Boulogne
- 2022 – Sentimental
- 2022 – Toi
- 2023 – Mille raisons (con Kery James)
- 2023 – Mon amour
- 2024 – Résister (What About Peace?)

### Vitaa & Slimane
- 2019 – VersuS